# Omloop Het Volk 2008
De Omloop Het Volk, een eendaagse wielerwedstrijd in België, was in 2008 de 63e editie voor de mannen en de 3e editie voor de vrouwen. 

## Mannen
De 63e editie werd verreden op zaterdag 1 maart 2008 met start en aankomst in Gent over een parcours van 199 kilometer.
Net als in 2006 werd de koers gewonnen door de Waal Philippe Gilbert. Hij bereikte de aankomst in Gent na een indrukwekkende solo van 50 kilometer.
Na 35 kilometer werd meteen aangegaan voor wat uiteindelijk de belangrijkste ontsnapping van de dag bleek: Aljaksandr Koetsjynski, Sébastien Minard, Michael Friedman, Joeri Krivtsov, Arnaud Gérard en David Boucher hadden al snel een grote voorsprong. Toen de voorsprong zes minuten bedroeg, ging Gilbert op de pedalen staan en reed weg bij het peloton op de Eikenberg. Stuk voor stuk haalde hij de vroege koplopers in. De laatste 20 kilometer reed Gilbert alleen aan de leiding. Het lukte de achtervolgers, onder leiding van Fabian Cancellara, Thor Hushovd en Nick Nuyens niet om de ontketende Gilbert bij te halen.

### Hellingen
De 11 hellingen gerangschikt op voorkomen op het parcours.
| 1. Groteberge 2. Leberg 3. Berendries 4. Valkenberg 5. Tenbosse 6. Pottelberg | 7. Oude Kruisens 8. Taaienberg 9. Eikenberg 10. Wolvenberg 11. Molenberg |

### Uitslag
| Rang | Renner                 | Ploeg                          | Tijd     |
| ---- | ---------------------- | ------------------------------ | -------- |
| 1    | Philippe Gilbert       | Française des Jeux             | 4u55'25" |
| 2    | Nick Nuyens            | Cofidis                        | op 58"   |
| 3    | Thor Hushovd           | Crédit Agricole                | op 1'06" |
| 4    | Joeri Krivtsov         | AG2R-La Mondiale               | z.t.     |
| 5    | Aljaksandr Koetsjynski | Liquigas                       | op 1'12" |
| 6    | Nicolas Jalabert       | Agritubel                      | op 1'13" |
| 7    | Leif Hoste             | Silence - Lotto                | z.t.     |
| 8    | Allan Johansen         | Team CSC                       | op 1'16" |
| 9    | Jan Kuyckx             | Landbouwkrediet - Tönissteiner | op 1'53" |
| 10   | Arnaud Gérard          | Française des Jeux             | z.t.     |
|      |                        |                                |          |
| 15   | Maarten Tjallingii     | Silence - Lotto                | op 4'31" |

## Vrouwen
In 2008 werd de 3e editie verreden op zondag 16 maart van Deerlijk naar Deinze over 126,1 kilometer met 174 starttende rensters waarvan 117 de finishlijn passeerden.

### Uitslag
| Rang | Renster               | Ploeg                                   | Tijd  |
| ---- | --------------------- | --------------------------------------- | ----- |
| 1    | Kirsten Wild          | AA Drink Cycling Team                   | 3u18' |
| 2    | Angela Brodtka-Hennig | DSB Bank Ladies Cycling Team            | ?     |
| 3    | Emma Johansson        | AA Drink Cycling Team                   | ?     |
| 4    | Martine Bras          | Vrienden van het Platteland             | ?     |
| 5    | Tanja Hennes          | Team Specialized Designs for Women      | ?     |
| 6    | Loes Markerink        | Team Flexpoint                          | ?     |
| 7    | Miho Oki              | Menikini - Selle Italia - Master Colors | ?     |
| 8    | An Van Rie            | Vrienden van het Platteland             | ?     |
| 9    | Francesca Tognali     | Top Girls Fassa Bortolo Raxy Line       | ?     |
| 10   | Laure Werner          | AA Drink Cycling Team                   | ?     |

1945 · 1946 · 1947 · 1948 · 1949 · 1950 · 1951 · 1952 · 1953 · 1954 · 1955 · 1956 · 1957 · 1958 · 1959 · 1960 · 1961 · 1962 · 1963 · 1964 · 1965 · 1966 · 1967 · 1968 · 1969 · 1970 · 1971 · 1972 · 1973 · 1974 · 1975 · 1976 · 1977 · 1978 · 1979 · 1980 · 1981 · 1982 · 1983 · 1984 · 1985 · 1986 · 1987 · 1988 · 1989 · 1990 · 1991 · 1992 · 1993 · 1994 · 1995 · 1996 · 1997 · 1998 · 1999 · 2000 · 2001 · 2002 · 2003 · 2004 · 2005 · 2006 · 2007 · 2008 · 2009 · 2010 · 2011 · 2012 · 2013 · 2014 · 2015 · 2016 · 2017 · 2018 · 2019 · 2020 · 2021 · 2022 · 2023 · 2024 · 2025